# شتات مغربي
المغاربة المقيمون في الخارج أو مغاربة العالم هو مصطلح يطلق على كل شخص يحمل الجنسية المغربية أو أحد أبويه أو كلاهما مغربي، ويقيم خارج المغرب.
تضاعف عدد مغاربة في العالم خلال السنوات العشر الأخيرة، وتحتل أوروبا المرتبة الأولى حيث يعيش بها أزيد من 4.5 مليون مغربي، تليها إفريقيا بـ 212 ألف مغربي، ثم آسيا بـ 202 ألف مغربي، ثم أمريكا بـ 149 ألف مغربي، ثم أستراليا بـ 1000 مغربي.

## التوزيع الجغرافي
| الدولة           | عدد المغاربة        | سنة الإحصاء | المصدر        |
| ---------------- | ------------------- | ----------- | ------------- |
| فرنسا            | 000 146 1           |             | [ 1 ]         |
| اسبانيا          | 000 860             | 2021        | [ 12 ]        |
| اسرائيل          | 000 493 - 000 000 1 |             | [ 13 ] [ 14 ] |
| بلجيكا           | 000 700             |             |               |
| هولندا           | 000 600             |             |               |
| ايطاليا          | 000 432             |             |               |
| الولايات المتحدة | 000 300             |             |               |
| المانيا          | 000 180             |             |               |
| الامارات         | 000 164             |             |               |
| كندا             | 000 100             | 2005        |               |
| ليبيا            | 923 76              | 2018        | [ 15 ]        |
| انجلترا          | 000 70              |             |               |
| السعودية         | 000 61              |             |               |
| الجزائر          | 700 53              | 2018        | [ 15 ]        |
| السويد           | 000 35              |             |               |
| تونس             | 889 34              | 2018        | [ 15 ]        |
| تركيا            | 500 22              |             |               |
| النرويج          | 000 20              |             |               |
| الدنمارك         | 000 19              |             |               |
| قطر              | 000 13              |             |               |
| سويسرا           | 270 10              |             |               |
| البرازيل         | 000 10              |             |               |
| مصر              | 9066                | 2018        | [ 15 ]        |
| ساحل العاج       | 7500                | 2018        | [ 15 ]        |
| أوكرانيا         | 7000                |             |               |
| البرتغال         | 4000                |             |               |
| الكويت           | 4000                |             |               |
| روسيا            | 3400                |             |               |
| فنلندا           | 3500                |             |               |
| السنغال          | 3201                | 2018        | [ 15 ]        |
| غينيا الاستوائية | 3192                | 2018        | [ 15 ]        |
| موريتانيا        | 3036                | 2018        | [ 15 ]        |
| الغابون          | 1907                | 2018        | [ 15 ]        |
| جنوب إفريقيا     | 1515                | 2018        | [ 15 ]        |

## تاريخ
أفاد المجلس الاقتصادي والاجتماعي والبيئي بالمغرب(مؤسسة دستورية استشارية)، في تقرير صدر له، بأن عدد مغاربة المهجر المسجلين لدى شبكة قنصليات المملكة عبر العالم بلغ 5.1 مليون شخص حتى أبريل/نيسان 2021. ويمكن أن يضاف إلى هذا العدد؛ الذي يمثل نحو 15% من سكان المملكة، الأشخاص الذين يعيشون بالخارج لكنهم غير مسجلين لدى القنصليات؛ سواء المغاربة المولودون بالمغرب والمقيمون بالخارج، والمغاربة أو مزدوجو الجنسية المولودون والمقيمون بالخارج، الذين يحمل أحد والديهم أو كلاهما الجنسية المغربية. ووفق التقرير، فإنه يمكن تقدير إجمالي الجالية المغربية بالخارج بما بين 6 ملايين و6.5 مليون.
حاليا يقيم ما يقرب من 1.3 من بين كل عشرة مغاربة (أي أكثر من أربعة ملايين ونصف المليون شخص من حاملي الجنسية المغربية) خارج المغرب. حوالي 85 في المئة من المهاجرين المغاربة استقروا في أوروبا. حيث يُعد المغاربة ثاني أكبر مجموعة من المهاجرين في الاتحاد الأوروبي بعد الجالية التركية. تُعد فرنسا تقليديا، وهي قوة الحماية السابق على جزء كبير من الأراضي المغربية، بلد المقصد الرئيسي للمهاجرين المغاربة. ونظرا لاتفاقات بين دول أوروبية والمغرب حول انتقاء العمال المؤقتين وجمع شمل الأسر تكونت أيضا مجتمعات محلية كبيرة في كل من هولندا، بلجيكا وألمانيا (انظر الجدول).
جذبت إسبانيا وإيطاليا المهاجرين المغاربة في وقت لاحق، وهي اليوم من أهم البلدان المستهدفة، وخاصة ضمن الهجرة غير النظامية. تتزايد الجالية المغربية في إسبانيا بسرعة حادة، لدرجة ان البلاد سوف تتفوق على الأرجح على فرنسا المضيفة الرئيسية في المستقبل القريب. في أوائل عام 2006 تواجد رسميا 600,000 مغربي في إسبانيا.
تسببت التداعيات الاقتصادية لوباء كوفيد 19 في فقدان العديد من الوظائف، خصوصا لدى فئة الشباب. وارتفع عدد المغاربة العاطلين عن العمل في الخارج، خصوصا في دول الخليج. وقد قرر العديد من المغاربة العودة للاستقرار والاستثمار في المغرب بشكل نهائي بعد فقدان وظائفهم في الدول التي كانو يشتغلون بها.

## نبذة
مصطلح شتات مغربي، هو مصطلح يشير إلى المهاجرين المغاربة خصوصا منذ بداية السبعينيات من القرن العشرين، والذين شكّلوا المغترب المغربي، إذ كان المغرب عبر العصور كنقطة جذب للهجرات البشرية، إلى حدود القرن العشرين مع وصول أفواج المعمرين الأوروبيين، ولكن سرعان ما تحوّل إلى نقطة طاردة بقوة للشباب المغربي نساءا ورجالا وقاصرين وطاردة للكفاءات أيضا وذلك منذ القرن العشرين، ولا زال نزيف الهجرات مستمرا إلى سنوات القرن 21 (2019)، بشتّى الطرق بما فيها قوارب الموت للهجرة السرية عبر أعالي البحار.
الشتات المغربي يشير إلى الشعب المغربي الأم، الذين يعيشون خارج المغرب، إما مهاجرين أو لاجئين أو مهاجرين سريين (حراقة). الشتات المغربي يشكل فئة من الشباب المغربي الذي يعيش حالة اقتصادية وحقوقية واجتماعية وديمقراطية مزرية من مختلف مناطق المغرب، أو هجرة الكفاءات المهنية والعلمية، منهم المسلمون أو اليهود المغاربة كالفئة التي بدأت حركة الهجرة أولا في تاريخ المغرب الحديث والمعاصر، غير أن اليهود المغاربة يتوفرون حاليا على وضعية سياسية واقتصادية وحقوقية أفضل.
بدأت أولى أمواج الهجرة المغربية كثافة في عهد سنوات الجمر نحو أوروبا الغربية، مع انعدام سياسة اجتماعية اقتصادية تعليمية صحية تستثمر في الإنسان، ومع تخلف مستوى حقوق الإنسان في معظم دول شمال إفريقيا والشرق الأوسط، في ظل غياب توزبع عادل لثروة الشعب المغربي على أرضه التاريخية، بطريقة مدنية ديمقراطية يحضر فيها عنصر المراقبة والمحاسبة والإدارة الرشيدة لموارد الشعب المغرب ومراقبة مداخيلها وتطويرها واستثمارها لتكون في خدمة الإنسان المغربي ووطنه الأم، وعلى رأسهم الطفل والمرأة المغربية والشباب، كخدمة البنية التحتية من مصحات ومستشفيات ومدارس ومرافق الترفيه والجامعات، بما يصطلح عليه التطوير والتوزيع العادل للثروة، لتكون في خدمة المجتمع أولا ورفاهيته وتطوره من جيل إلى جيل.
ثم انضم إلى الأفواج السابقة مؤخرا موجة كبيرة تقدر بعشرات الآلاف من اللاجئين والمهاجرين الشرعيين والسريين إلى مختلف بقاع العالم، على رأسها أوروبا عبر تركيا، ثم دخول أمريكا اللاتينية مؤخرا إلى قائمة دول مهجر الشتات المغربي، علاوة على هجرة الأُطر واليد العاملة، وتعاني النساء ظروف رديئة من فئة (خادمات البيوت في السعودية ومشكلة الانتهاكات التي يتعرضن لها بشكل مهول في ظل غياب أي دور ودعم واهتمام للسفارة المغربية).
وأيضا لوحظ تصاعد حركة هجرة المغاربة مؤخرا في العشرية الثانية من القرن 21, إلى بعض دول إفريقيا جنوب الصحراء، غير تلك الأماكن التقليدية لهجرة المغاربة كأوروبا الغربية وأمريكا الشمالية.
انضمت أمريكا الجنوبية وتركيا والتنينات الآسيوية وأوروبا الشرقية وروسيا وإفريقيا جنوب الصحراء إلى قائمة البلدان الجاذبة للهجرة المغربية، في ظل استمرار أوضاع اقتصادية واجتماعية وإدارية ومؤسساتية طاردة للعنصر البشري المغربي، مع انعدام الشفافية في الراقابة وانعدام المحاسبة، التي تحرم المجتمع من حقوقه الطبيعة والوطنية والاقتصادية وقيم العدالة الكونية..

## أرقام وإحصائيات
تضاعف عدد مغاربة العالم خلال السنوات العشر الأولى من الألفية الثالثة، حيث ارتفع من 1.7 مليون فرد سنة 1998 إلى حوالي 4,5 مليون بداية 2013، أي ما يعادل 13 % من ساكنة المغرب حسب احصاءات 2013 والعدد مرشح للتضاعف. وتُعد الجالية المغربية في مجملها جالية شابة، إذ لا يتجاوز عمر حوالي 70 % من أفرادها 45 سنة، من بينهم 20% ولدوا بالمهجر.
حاليا يقيم ما يقرب من 1,3 من بين كل عشرة مغاربة (أي أكثر من أربعة وتصف ملايين شخص من حاملي الجنسية المغربية) خارج المغرب. حوالي 85 في المئة من المهاجرين المغاربة استقروا في أوروبا. حيث يُعد المغاربة ثاني أكبر مجموعة من المهاجرين في الاتحاد الأوروبي بعد الجالية التركية التي تتمتع بظروف وأوضاع اقتصادية وقانونية لها أساس تقدمي إيجابي من الوطن الأم في تركيا، مقارنة مع وضعية الجالية المغربية التي انطلقت من وضعية سيئة جدا كعمليات الحريك (هجرة قوارب الموت عبر البحار) أو الانطلاق من الصفر من الوطن الأم، في ظل غياب أسس داعمة للعنصر البشري وتطور الإنسان تعليميا وماديا من النواة الأولى في الوطن الأم المغرب.
تُعد فرنسا تقليديا أول الدول التي كانت مقصدا لليد العاملة المغربية بعد نهاية الحرب العالمية في طغرة إعادة لناء أوروبا ما بعد الحرب العالمية الثانية، وهي المستعمر السابق على جزء كبير من الأراضي المغربية، بلد المقصد التقليدي للمهاجرين المغاربة. ونظرا لاتفاقات بين دول أوروبية والمغرب حول انتقاء العمال المؤقتين وجمع شمل الأسر تكونت أيضا مجتمعات محلية كبيرة في كل من هولندا، بلجيكا وألمانيا (انظر الجدول).
جذبت إسبانيا وإيطاليا المهاجرين المغاربة في وقت لاحق، وخاصة ضمن الهجرة غير النظامية مما جعل الكثير من الشباب المغربي وعلى رأسهم النساء المغربيات يقعون ضحايا مافيات المتاجرة بالبشر وعمليات الاستغلال الجنسي في إيطالبا، علاوة على عنف وممارسة التمييز والعنصرية من طرف بعض عناصر الشرطة الإيطالية، ضد هذه الفئة، لمجرد حمل الحواز المغربي (مطار روما)، وعدة انتهاكات حقوقية وإنسانية أخرى، خصوصا أن فئة عريضة من المعاجرين المغاربة إلى إيطاليا هم من اليد العاملة المتواضعة في الميدان الفلاحي والصناعي والخدماتي، تعاني من ضعف المستوى التعليمي ولم تهاجر بطريقة نظامية قانونية، ويزيد الوحل بلة، غياب أي دور إنساني أو حقوقي أو اجتماعي أو إرشادي للسفارات المغربية، خصوصا مع موجة الهجرة السرية عبر قوارب الموت مع اللاجئين السوريين والجزائريين عبر أوروبا الشرقية وتركيا.
تتزايد الجالية المغربية في إسبانيا بسرعة حادة، لدرجة ان البلاد سوف تتفوق على الأرجح على فرنسا المضيفة الرئيسية في المستقبل القريب. في أوائل عام 2006 تواجد رسميا 600,000 مغربي في إسبانيا. وتعاني عاملات الحقول المغربية من تحرش واستغلال جنسي لأوضاعهن المزرية من طرف مديري الضيعات الكبرى. مما شكل ضجة كبرى في المجتمع المدني الإسباني وأقام مظاهرة احتجاجية منددة، في ظل تجاهل وغياب أي دور إرشادي ومعنوي اتحاه المهاجر والمهاجر السري المغربي من طرف السفارات المغربية.
| الرتبة | الدولة المضيفة | الجالية 2004 |
| ------ | -------------- | ------------ |
| 1      | فرنسا          | 1.113.176    |
| 2      | إسبانيا        | 423.933      |
| 3      | هولندا         | 300.332      |
| 4      | إيطاليا        | 298.949      |
| 5      | بلجيكا         | 293.097      |
| 6      | ألمانيا        | 102.000      |

## المغاربة حول العالم

### العالم العربي
كشفت الدراسة عن صعوبة الحياة الاجتماعية والاقتصادية بالنسبة لـ 280 ألف مغربي يقطنون في البلدان العربية، خاصة أولئك المتواجدون في الدول البترولية.
في ظل حكم معمر القذافي بلغ عدد المغاربة 120 ألفا في ليبيا،[بحاجة لمصدر] عاشوا في ظروف عمل مواتية نوعا ما، لكنهم كانوا ممنوعون من مزاولة 60 وظيفة، فيما لا تجدد أوراق الإقامة إلا كل سنة بالاضافة الي فرض الضرائب شهرية على من لا يملكون اوراق اقامة ومنعم كل من يريد المغادرة بدون دفع الضرائب، كما كان 10 في المائة فقط من المغاربة يتوفرون على عقد عمل؛ مما يسمح لهم بتحويل أموالهم إلى بلدهم الأصلي، أما البقية فيعملون في الخفاء وبأجر هزيل يسمح لهم فقط بالبقاء على قيد الحياة.[بحاجة لمصدر] منذ الثورة الليبية عام 2011 والتي أطاحت بحكم معمر القدافي عاد ما يقارب 90 في المائة من الجالية المغربية المقيمة في ليبيا إلى بلدهم الام ولم يتبقى غير المغاربة الذين ليس لديهم القدرة على العودة للملكة المغربية.[بحاجة لمصدر]
في باقي دول المغرب العربي يوجد 2,349 مغربي في الجزائر، 3,875 في تونس.[بحاجة لمصدر]
وبالنسبة لوضع المغاربة في دولة الإمارات العربية المتحدة فإن الدراسة تقول إن 70 في المائة من المغاربة المقيمين في هذا البلد هم مستخدمون في قطاعات متعددة وخاصة الحرف التقليدية المغربية والتي يعرف يها المغرب (كالزليج والنقش غلى الجبص الخ..).[بحاجة لمصدر] ولا يتوفرون على الضمان الاجتماعي، كما أنهم ليس بإمكانهم امتلاك أي شيء وتسجيله بأسمائهم مثل ورشات العمل أو السيارة أو أي معدات خاصة بالعمل، كل شيء ينبغي أن يتم من الناحية القانونية عن طريق ما يسمى الكفيل. نفس الوضعية يعيشها المغاربة في المملكة العربية السعودية حيث يوجد بها 28 ألف مغربي، وتنضاف إلى هذه الصعوبات المنافسة القوية التي أصبحت تشكلها العمالة الآسيوية خصوصاً البنغاليون، والهنود، والباكستانيون الذي يقبلون بأجور زهيدة وبأعمال شاقة مما يهدد الكثير من المغاربة في وظائفهم.[بحاجة لمصدر]

### إفريقيا
في إفريقيا؛ بدأ تواجد المؤسسات المغربية عن طريق التجار الفاسيين في إطار بحثهم عن أسواق جديدة، وما يميز التواجد المغربي في إفريقيا هو التشتت الجغرافي، لكن معظمهم يتواجدون في الكوت ديفوار (1971 مغربي) وفي السنغال (1900 مغربي). وتتوزع أنشطتهم التجارية التي غالبا ما تكون متوسطة بين بيع المواد الحرفية المغربية وبيع الملابس الجاهزة والأدوات المنزلية، كما أن الزواج المختلط يوجد بشكل ملحوظ وخاصة في السنغال. إذ إن جيلا كاملا من التجار المغاربة الذين سافروا عازبين، انتهوا بالزواج من نساء السنغال. وإلى حد قريب كان المغاربة في السنغال والكوت ديفوار أغلبهم ذكور، لكن الأمور بدأت تتغير مؤخرا، ففي السنغال مثلا تمثل النساء حسب آخر الأرقام 51 في المائة من مجموع المغاربة، وعدد مهم منهم تزوجن من سينغاليين بعد أن تعارفوا في المغرب.[بحاجة لمصدر]

### أوروبا
أشارت الدراسات إلى أن عدد المغاربة المقيمين في أوروبا تضاعف خلال الثلاثين سنة الماضية، إذ يوجد في القارة الأوروبية وحدها 85 في المائة من مغاربة الخارج. وتعتبر فرنسا في المرتبة الأولى من حيث عدد المغاربة حيث يقيم فيها أكثر من مليون مغربي، يتوفر جزء مهم منهم على الجنسية الفرنسية، وتأتي إسبانيا في المرتبة الثانية إذ يقيم بها أكثر من 700 ألف مغربي (سنة 2019)، يشكلون أول جالية أجنبية من خارج الاتحاد الأوربي، إضافة إلى آلاف المغاربة المنحدرين من شمال المملكة الذين وصلوا إلى إسبانيا سنوات التسعينات. فيما تأتي إيطاليا في المرتبة الثالثة إذ يتواجد بها أكثر من 600 ألف مغربي، وبلجيكا في المرتبة الرابعة بحوالي 300 ألف مغربي، وهولندا في المرتبة الخامسة بحوالي 200 ألف مغربي، ثم ألمانيا في المرتبة السادسة بحوالي 100 ألف مغربي.

### الأمريكتان
في أمريكا الشمالية، فيوجد في الولايات المتحدة الأمريكية 100 ألف مغربي، لكن حاليا لم تقم مؤسسة الحسن الثاني بأي دراسة حول وضعية وظروف حياة المغاربة هناك، أما في كندا فيوجد 60 ألف مغربي، وقد بدأت أولى الهجرات المغربية إلى كندا عن طريق اليهود المغاربة في سنوات 60 و70 من القرن الماضي. وفي الثمانينات أصبحت كندا وخاصة في كيبك الوجهة المفضّلة للعديد من الطلبة المغاربة الذين قرروا عدم العودة إلى المغرب بعد تخرجهم. حاليا 30 في المائة من المغاربة المقيمين بكندا قضوا أزيد من 15 سنة في التعلم و44 في المائة يتوفرون على تعليم جامعي. بالنسبة لهؤلاء فنظام التجمع العائلي وخطة الهجرة التي يقرها إقليم الكيبك، سمحا لعائلات مغربية بكاملها بالاستقرار هناك، حيث أن 70 في المائة منهم يحصلون على عمل بعد 6 أشهر من وصولهم إلى هذا البلد.[بحاجة لمصدر]

## الاقتصاد
تساهم الجالية المغربية في الخارج في دعم الاقتصاد الوطني، إذا زاد حجم تحويلاتها المالية نموا مضطردا خلال العقدين الأخيرين، فارتفعت من 20 مليار درهم سنة 1990 إلى 56.3 مليار درهم سنة 2012، أي ما يعادل 2% من الناتج المحلي. وتقدر ودائع الجالية بالبنوك المغربية بحوالي 130 مليار درهم (21% من مجموع الودائع الوطنية البنكية).

## هجرة المؤهلين
هجرة المؤهلين هي مبرمجة أيضا في اتجاه كل من الولايات المتحدة (2004: 100,000) وكندا (77.713). وبالإضافة إلى ذلك، تُستهدف الدول العربية بدرجة أضعف، بما في ذلك الدول المجاورة كالجزائر (2004: 79.790)، تونس (25.637)، ليبيا (120.000) والمملكة العربية السعودية (27.830). وكانت ألمانيا في عام 2004 في المقدمة بوصفها أحد البلدات المضيفة الرئيسية للمهاجرين المغاربة في الرتبة 6.

## موقف الحكومة

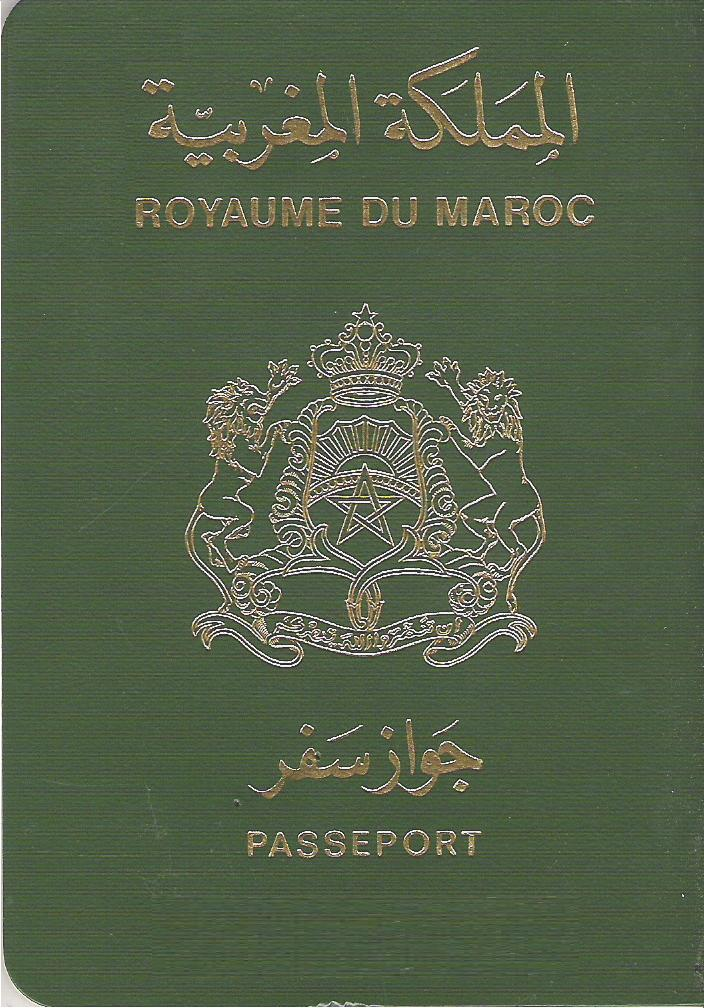
غلاف جواز سفر مغربي

تقدر الحكومة المغربية الهجرة إيجابيا من حيث المبدأ. فهي تساعد على تخفيف الضغط على سوق العمل الداخلي، وتمثل التحويلات المصدر الرئيسي للعملات الأجنبية بالبلاد، وبالتالي لها دور في تقليل العجز في الميزان التجاري والحد من الفقر. لتشجيع نقل الأموال من خلال القنوات القانونية، أنشئت القنصليات في وقت مبكر شبابيك تحويل الأموال، من البنك الشعبي المغربي. من عام 1973 إلى عام 1987، دفعت الحكومة المغربية منحة خاصة من خمسة في المئة قصد دعم تحويل العملات الأجنبية، على كل إرسالية من المهاجرين إلى المغرب.